# Santa Lucia davanti al giudice

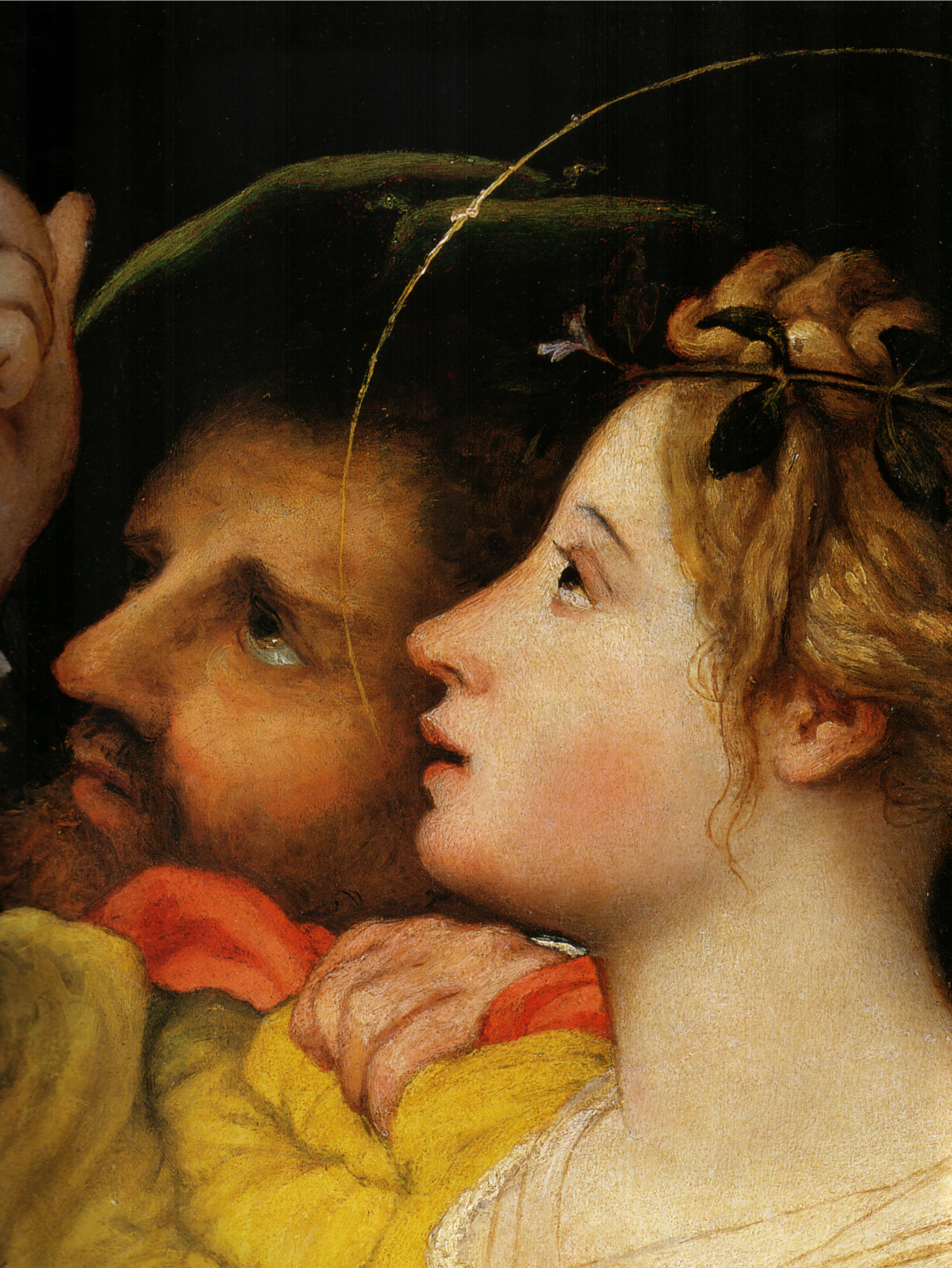
Dettaglio

Santa Lucia davanti al giudice è un dipinto a tecnica mista su tavola (335x188 cm) di Lorenzo Lotto, datato 1532 e conservato nella Pinacoteca civica e galleria di arte contemporanea a Jesi. È datato e firmato "L. Lotus 1532".

## Storia
Il contratto per la pala venne firmato da Lotto l'11 dicembre 1523, che per l'occasione si era recato appositamente a Jesi. Era commissionata dalla confraternita di Santa Lucia e destinata ad una cappella nella chiesa di San Floriano. L'esecuzione si prolungò molto a lungo, rischiando la rescissione del contratto, vedendo la conclusione dei lavori solo nel 1532.
Quando la chiesa venne soppressa, nel 1870, l'opera fu destinata al museo civico.

## Descrizione e stile
L'ideazione della pala risaliva quindi allo stesso periodo degli affreschi della cappella Suardi, dei quali ha la stessa attitudine narrativa straordinaria. La pala è corredata da una predella con tre episodi che narra l'intera storia di santa Lucia, spesso accostando più episodi nella medesima scena, con la santa sempre ben riconoscibile per la veste gialla e il manto rosso. Senza precedenti è la dedica nel dipinto principale, una pala chiesastica quindi, a una storia della vita della santa, piuttosto che alla sua figura in gloria o a una sacra conversazione o altro episodio della vita di Gesù o Maria. Nel primo scomparto della predella si vede, dentro una chiesa, la guarigione della madre di Lucia Eutichia da parte di sant'Agata e la dedizione ai poveri di Lucia. Secondo la Legenda Aurea la santa si era rifiutata di adorare gli idoli pagani, per questo viene portata davanti al giudice, il console romano Pascasio, nella prima parte della seconda tavoletta della predella, separata dal resto da un tendaggio verde. Si passa quindi alla pala centrale, con la donna condannata ad essere portata in un bordello.
La scena si svolge lungo il primo piano, con a sinistra l'alto trono del giudice, in ombra a simboleggiare la sua ispirazione anti-divina, a cui si rivolge Lucia al centro, con un gesto eloquente di sollevare il dito. Dietro di lei due uomini cercano con tutte le forze di trascinarla via, senza alcun risultato.
La scena principale è ambientata in una loggia rinascimentale, con un dio pagano sopra il portale, mentre il primo piano è affollato da numerosi personaggi, tra cui spicca il gruppo della santa e dei tre ruffiani, e quello a sinistra della fantesca di colore che cerca di trattenere un fanciullino sgambettante, una viva nota di quotidianità. In alto si nota l'apparizione della colomba dello Spirito Santo. Una serie di linee oblique convogliano lo sguardo verso la santa, accentrandone l'importanza: la linea del braccio del giudice, quella della serva coll bambino, e quella del braccio dell'uomo che cerca di trascinare la santa via.
La cromia è accesa con accostamenti anticonvenzionali e una precisa definizione di luci ed ombre, spesso con un ruolo espressivo. Il fulcro della composizione è la figura della santa, investita dalla piena luce, che fa da asse all'intera scena con la sua posa verticale inflessibile, che simboleggia la sua fede incrollabile.
Le storie proseguono di nuovo nella predella, dove l'artista ebbe la trovata di ambientare tutto in uno spazio senza soluzione di continuità tra la metà della seconda tavoletta e la terza, proprio come nelle Storie di santa Barbara dell'Oratorio Suardi. Dietro la tenda verde, proprio come un sipario del teatro popolare, si vede infatti la stessa scena della santa davanti al giudice, questa volta tirata via, senza alcun successo, da ben otto coppie di buoi attizzate da bifolchi, che proseguono fino al confine della predella. Lucia è ancora immobile nel suo gesto. 
Nella predella è straordinaria la sensibilità luminosa, e spaziale, con lame di luce che tagliano in diagonale, bagliori (come quelli degli ex voto appesi sul soffitto della chiesa del primo scomparto), e concatenazioni di scene e gesti, fino all'improvvisa apertura sulla veduta urbana, mediata dall'elegante loggiato del tribunale. 

## Altre immagini

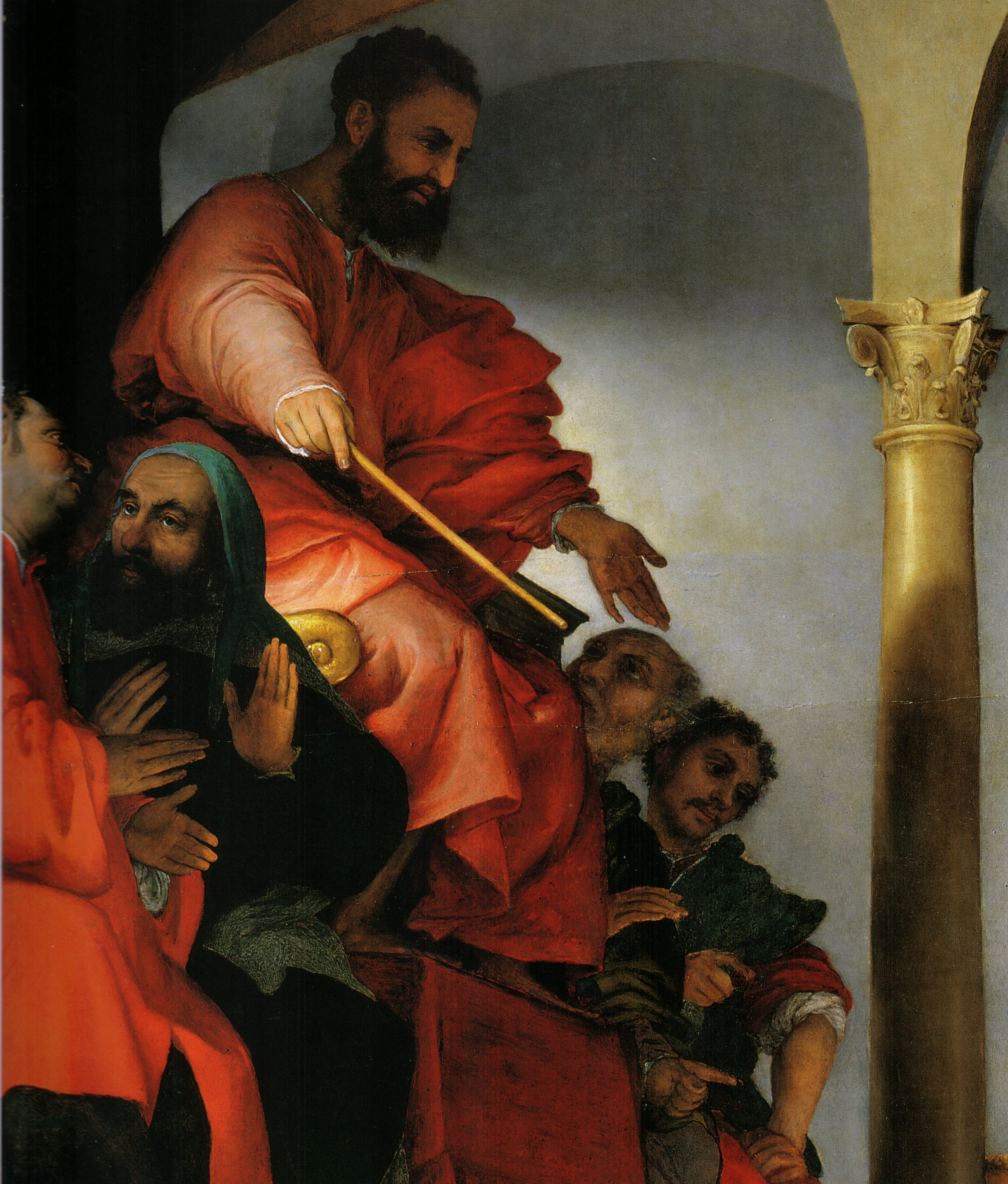
Dettaglio
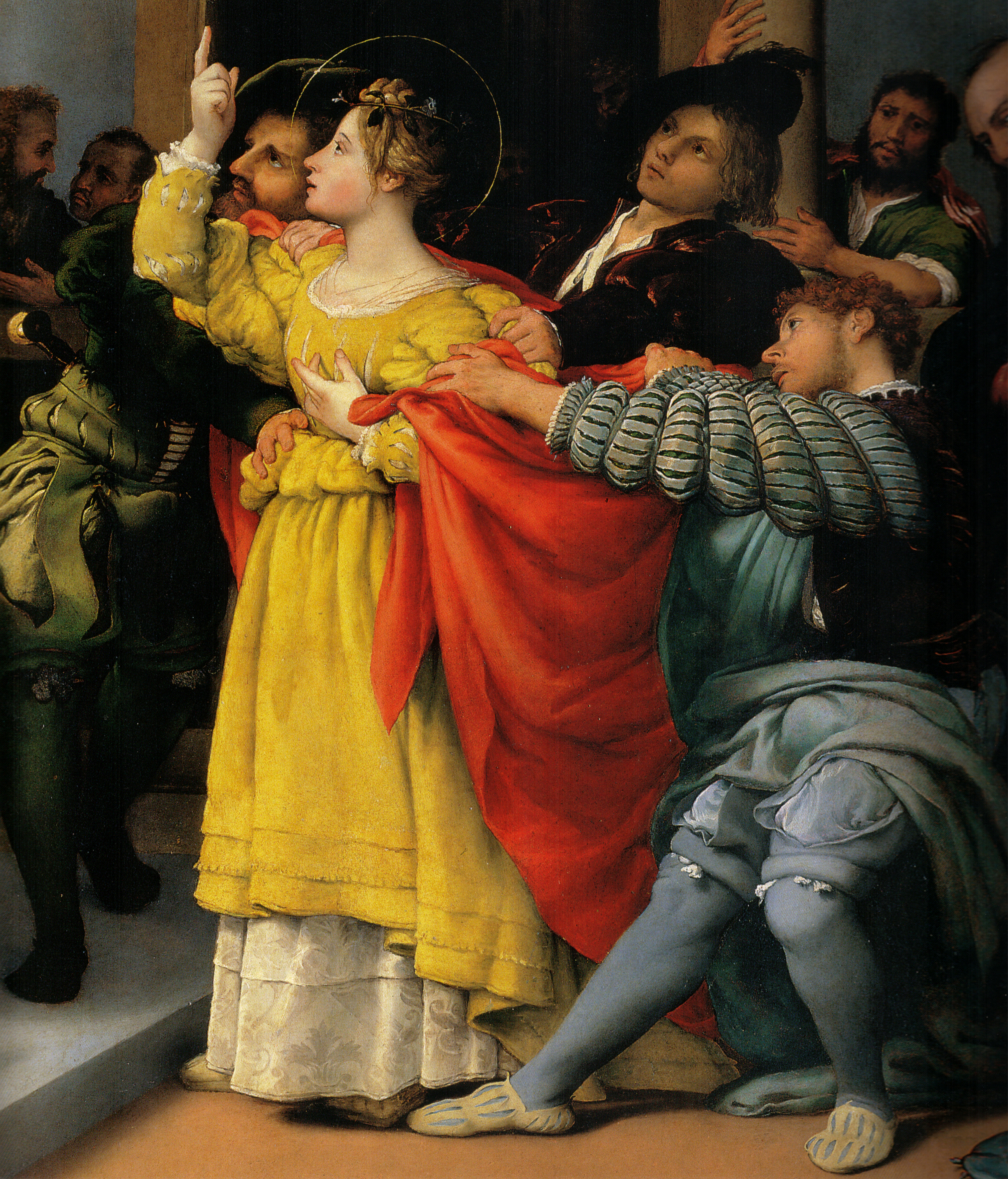
Dettaglio
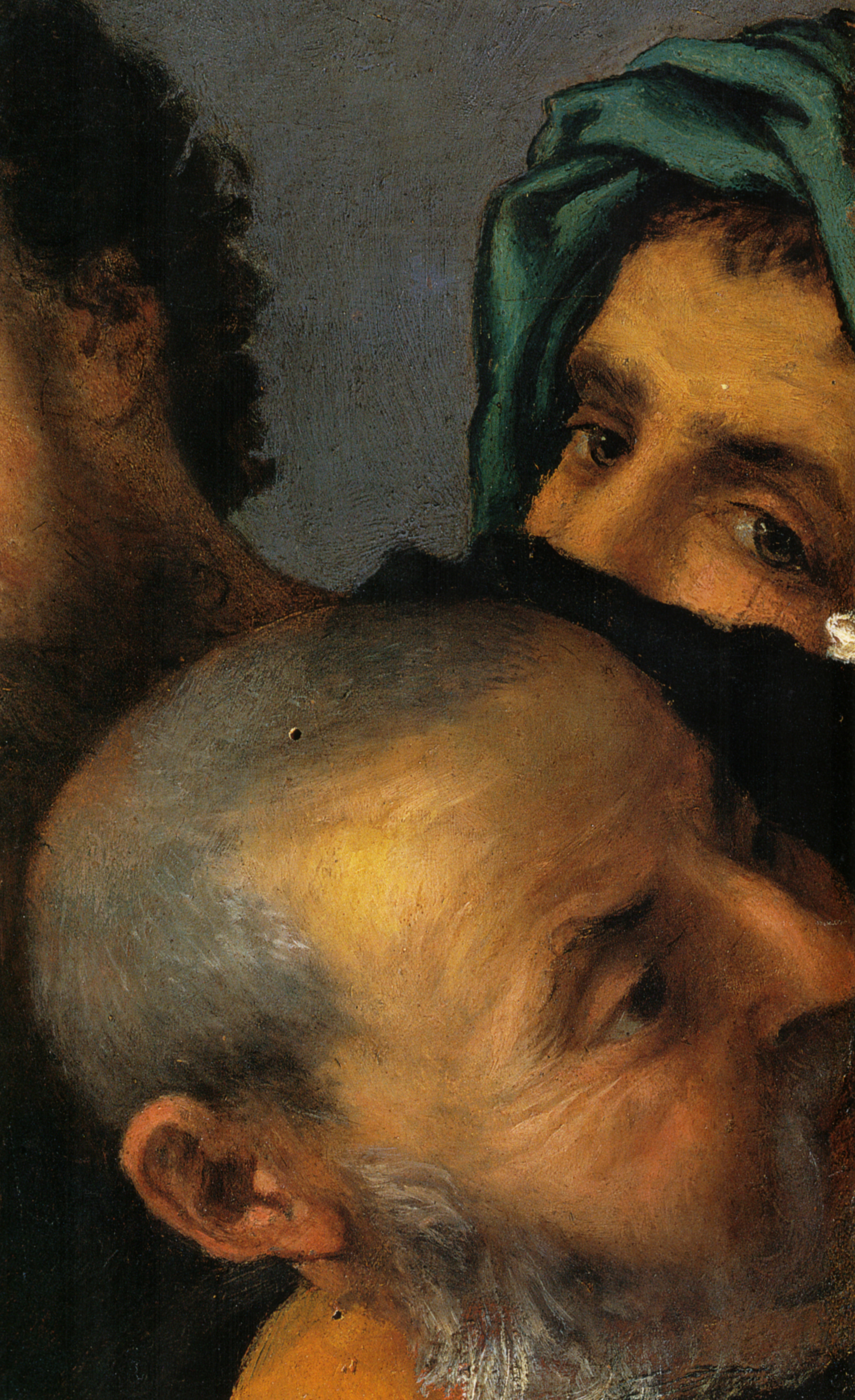
Dettaglio
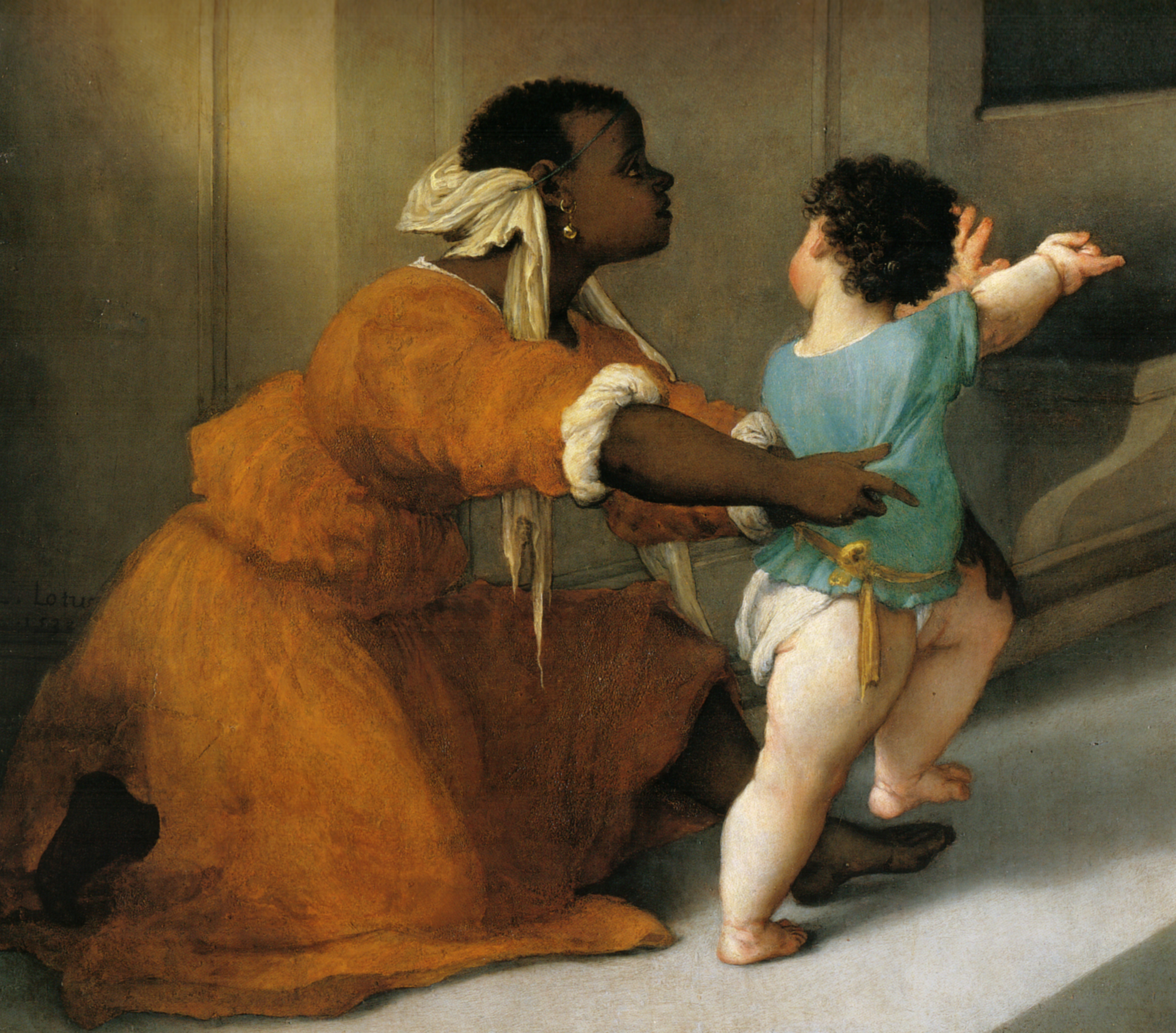
Dettaglio